# انیا باستیانینی
انیا باستیانینی متولد ۳۰ دسامبر ۱۹۹۷ موتورسوار ایتالیایی در کلاس موتوجی پی و عضو تیم دوکاتی می باشد .

## زندگی نامه
انیا باستیانینی ملقب به لابستیا به معنی ( جانور) در شهر ریمینی ایتالیا به دنیا آمد وی همشهری مارکو بزکی است او  از سن ۳ سالگی موتورسواری را با موتورهای مینی شروع کرد .و از آن سال رده های سنی مختلف با حجم موتور مختلف به ترتیب از ۷۰ سی سی ۱۰۰ سی سی و ۱۲۵ سی سی مسابقه میداد .

## ورود به مسابقات
وی به شکل حرفه ای از سال ۲۰۱۳ در جام تازه کاران ردبول قهرمانی جهان شرکت کرد که چهارم فصل شد .
از سال ۲۰۱۴ به همراه تیم کی تی ام به مسابقات موتو۳ قهرمانی جهان پیوست در سال دوم حضورش سومی فصل و در سال سوم حضورش نائب قهرمان جهان شد .
باستیانینی در سال ۲۰۱۹ به کلاس موتو۲ رفت که در سال دوم قهرمان جهان در این کلاس شد .
انیا باستیانینی سال ۲۰۲۱ وارد مسابقات کلاس موتوجی پی شد که در تیم دوکاتی توانست در سال ۲۰۲۲ مقام سومی فصل کسب کند .

## جدول عملکرد
| فصل   | کلاس   | موتور    | تیم              | مسابقه | برد | روی سکو | پل پزیشن | Fast Lap | امتیاز | جایگاه فصل |
| ----- | ------ | -------- | ---------------- | ------ | --- | ------- | -------- | -------- | ------ | ---------- |
| ۲۰۱۴  | موتو۳  | کی تی ام | یونیور گوفان     | ۱۸     | ۰   | ۰       | ۰        | ۰        | ۱۲۷    | ۹          |
| ۲۰۱۵  | موتو۳  | هوندا    | گرسینی ریسینگ    | ۱۸     | ۱   | ۶       | ۴        | ۲        | ۲۰۷    | ۳          |
| ۲۰۱۶  | موتو۳  | هوندا    | گرسینی ریسینگ    | ۱۶     | ۱   | ۶       | ۳        | ۰        | ۱۷۷    | ۲          |
| ۲۰۱۷  | موتو۳  | هوندا    | استریلا گالیسیا  | ۱۸     | ۰   | ۳       | ۱        | ۰        | ۱۴۱    | ۶          |
| ۲۰۱۸  | موتو۳  | هوندا    | لئوپارد ریسینگ   | ۱۸     | ۱   | ۶       | ۱        | ۱        | ۱۷۷    | ۴          |
| ۲۰۱۹  | موتو۲  | کلکس     | ایتالترنس ریسینگ | ۱۸     | ۰   | ۱       | ۰        | ۰        | ۹۷     | ۱۰         |
| ۲۰۲۰  | موتو۲  | کلکس     | ایتالترنس ریسینگ | ۱۵     | ۳   | ۷       | ۰        | ۲        | ۲۰۵    | ۱          |
| ۲۰۲۱  | MotoGP | دوکاتی   | آوینتا           | ۱۸     | ۰   | ۲       | ۰        | ۱        | ۱۰۲    | ۱۱         |
| ۲۰۲۲  | MotoGP | دوکاتی   | گرسینی ریسینگ    | ۲۰     | ۴   | ۶       | ۱        | ۳        | ۲۱۹    | ۳          |
| ۲۰۲۳  | MotoGP | دوکاتی   | دوکاتی لنوو      | ۱۱     | ۱   | ۱       | ۰        | ۲        | ۸۴     | ۱۵         |
| ۲۰۲۴  | MotoGP | دوکاتی   | دوکاتی لنوو      | ۲۰     | ۲   | ۹       | ۱        | ۲        | ۳۸۶    | ۴          |
| مجموع | مجموع  | مجموع    | مجموع            | ۱۹۰    | ۱۳  | ۵۰      | ۱۱       | ۱۳       | ۱۹۱۲   | -          |